# توم سوليفان (لاعب كرة قدم أمريكية)
توم سوليفان (بالإنجليزية: Tom Sullivan)‏ هو لاعب كرة قدم أمريكية أمريكي، ولد في 5 مارس 1950 في جاكسونفيل في الولايات المتحدة، وتوفي في 10 أكتوبر 2002 في سامرفيل في الولايات المتحدة.

## وصلات خارجية
- توم سوليفان على موقع مرجع كرة القدم المحترفة.كوم (الإنجليزية)
- توم سوليفان على موقع كلية كرة القدم في سبورتس رفرنس.كوم (الإنجليزية)